# Elattostachys xylocarpa
Elattostachys xylocarpa là một loài thực vật có hoa trong họ Bồ hòn. Loài này được (A.Cunn. ex F.Muell.) Radlk. mô tả khoa học đầu tiên năm 1879.